# تپه دروزناو
تپه دروزناو مربوط به دوره نوسنگی است و در شهرستان خرم‌آباد، بخش مرکزی، دهستان رباط نمکی، روستای گزله واقع شده و این اثر در تاریخ ۲۸ اسفند ۱۳۸۵ با شمارهٔ ثبت ۱۸۸۱۹ به‌عنوان یکی از آثار ملی ایران به ثبت رسیده است.